# Vermonter Roman
Vermonter Roman ist das Fragment eines Romans von Carl Zuckmayer, das erst 1996 postum veröffentlicht wurde. Zuckmayer schrieb das Werk in den Jahren 1942/43 im amerikanischen Exil auf seiner Backwoods-Farm in Vermont.

## Inhalt

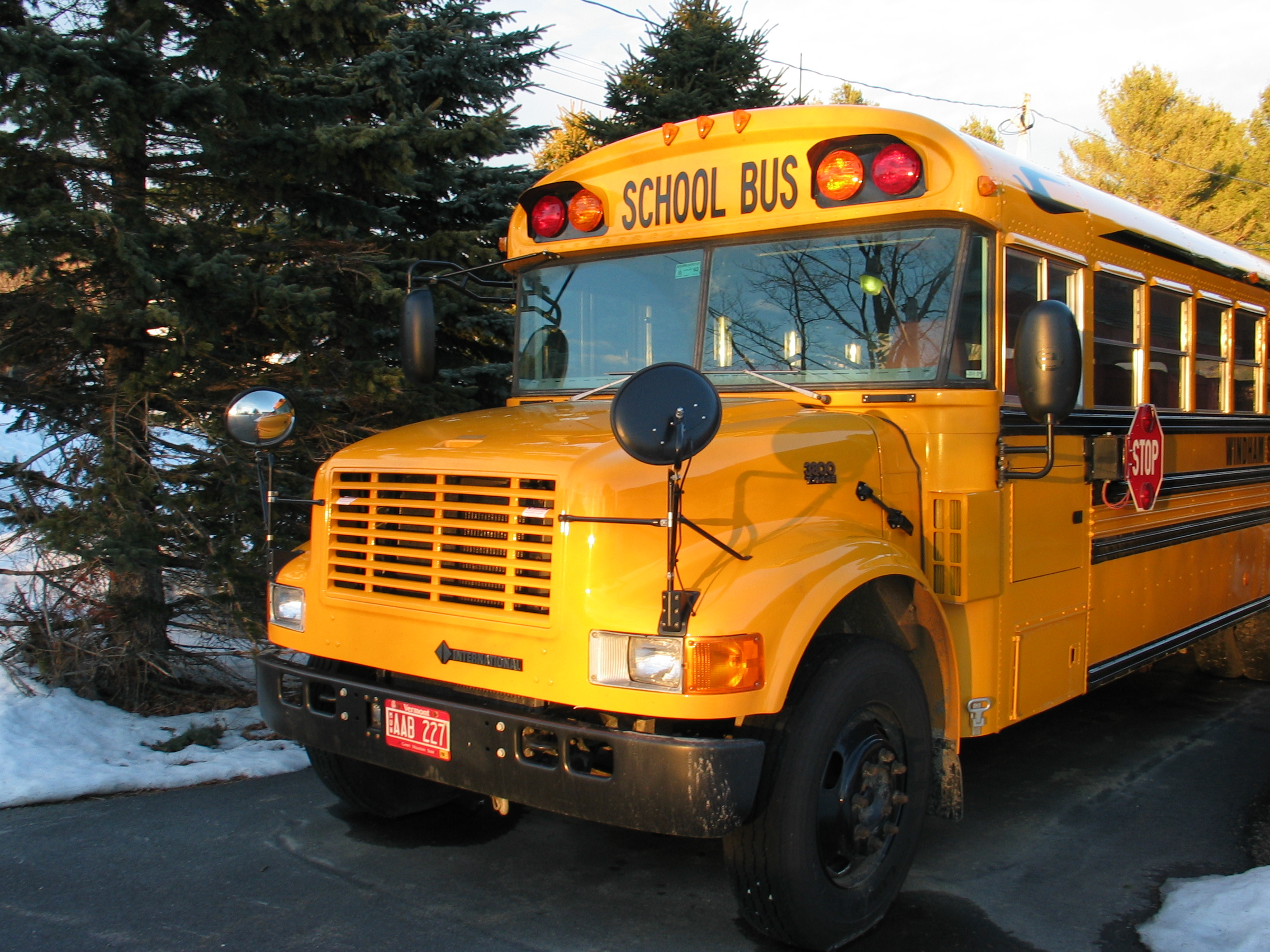
Schulbus in Vermont, 2003

Die Fahrt eines altertümlichen, gasbetriebenen Schul- und Postbusses über die vereisten und tief verschneiten Straßen einer dünn besiedelten Gegend in Vermont im März 1938 führt in einer der ersten Passagen des Romans bereits alle Hauptfiguren vor Augen. Beobachtet wird die Fahrt der „Stage“, wie das Fahrzeug genannt wird, aus der Ferne von einem zunächst nicht mit Namen genannten Mann, der einsam und naturverbunden in einer Hütte im Wald lebt und sich schriftstellerisch betätigt. Den johlenden Teenagern im Bus und seiner resoluten Lenkerin Laura Burke winkt, wie seit einiger Zeit täglich, ein Neuankömmling in einem Holzfällerlager zu. Wem das Winken dieses Mannes eigentlich gilt, ist Thema eines Streits im Bus, in dessen Verlauf Laura sich einen Augenblick nicht ganz aufs Lenken konzentriert. Prompt rutscht das Fahrzeug in einen Graben und muss von den Insassen wieder auf die Straße geschoben werden. Diese Situation wäre eigentlich der gegebene Anlass, mit den Holzfällern Kontakt aufzunehmen, doch mit dem Hinweis, dass diese Männer ein großes Arbeitspensum zu bewältigen hätten, lehnt Laura Burke es ab, sie um Hilfe zu bitten.
Im Bus befindet sich auch die siebzehnjährige Sylvia McManama, die bei ihrem Großvater, „Old Man“ genannt, und einer „Tante Clara“ auf einer kleinen Farm lebt. Sie besitzt einen großen Hund namens Wouff, der gerne Autoräder jagt und Fremden gegenüber im Allgemeinen sehr unzugänglich ist.
Als Laura ihre strapaziöse Fahrt beendet hat, stellt sie fest, dass sie vergessen hat, ein Päckchen auszuliefern, das an Oliver Paine, den Einsiedler im Wald, adressiert ist. Da ihr dieses Missgeschick jetzt schon zum dritten Mal geschehen ist – Paine erhält sonst kaum jemals Post und sie pflegt an seinem Briefkasten einfach vorbeizufahren –, bittet sie Sylvia, das Päckchen mitzunehmen und in Paines Postkasten an der Straße zu werfen. Sylvia ist auch gern dazu bereit. Sie beschließt aber, einen Umweg zu machen und unterwegs auf einem der gefrorenen Seen der Umgebung eine Runde Schlittschuh zu laufen. Dabei wird sie von zwei Männern aus dem Holzfällercamp beobachtet, die unterwegs sind, um Einkäufe im Dorfladen zu machen. Einer von beiden ist Thomas Steingräber, der junge Mann, der den Mädchen im Schulbus immer zuzuwinken pflegt.
Steingräbers Vater stammt aus Österreich, seine früh verstorbene Mutter war Italienerin. Geboren wurde er in Berlin, ausgebildet wurde er, weil die Familie offenbar während des Dritten Reichs ins Exil gegangen ist, in englischen Eliteschulen. Als er dann an einer amerikanischen Universität auf die Initiationsrituale etwas zu heftig reagiert hat und relegiert werden sollte, hat er mit seinem Vater, den er hasst, gebrochen. Seit damals versucht er sich selbst durchzuschlagen. Als er auf dem Bau arbeitete, hat er sich gewerkschaftlich engagiert. Bei einer Streikaktion, an der er teilgenommen hat, wurde ein Polizist getötet. Seitdem ist Thomas Steingräber auf der Flucht. Das Holzfällercamp ist für ihn eine Durchgangsstation auf dem Weg nach Kanada.
Sein Kollege Bill Buglebee, mit dem er zum Laden unterwegs ist, stellt sich zunächst als klischeehaft primitiver Amerikaner reinsten Wassers dar. Er pflegt Steingräber durch die absichtliche Verwechslung von „Austria“ mit „Australia“ zu ärgern und lässt sich, als die beiden Männer das Mädchen auf dem Eis beobachten, ausgiebig erklären, was Nymphen und Elfen sind – als eine solche nimmt nämlich Thomas Steingräber Sylvia zunächst wahr. Eigentlich möchte Steingräber Sylvia nicht wissen lassen, dass sie beobachtet worden ist, doch Wouff macht ihm einen Strich durch die Rechnung: Er stürzt plötzlich bellend auf die beiden Männer zu und wird von seiner Besitzerin zurückgerufen. Daraufhin machen Thomas Steingräber und Sylvia sich miteinander bekannt. Steingräber kann auch auf ein Wiedersehen mit Sylvia hoffen, denn zur Feier des Frühlings soll eine Ahornsirupparty im Ort stattfinden. Zunächst allerdings geht er mit seinem Kollegen weiter zum Laden, wo ihn eine Überraschung erwartet. Als die beiden Männer dort vor einer alten Weltkarte stehen und Steingräber endlich den Unterschied zwischen Österreich und Australien erklären will, stellt sich nämlich heraus, dass sein älterer Kollege durchaus eine Vorstellung von Europa hat, weil er im Ersten Weltkrieg in Frankreich gekämpft hat.
Sylvia wiederum erledigt ihren Auftrag, Oliver Paine das Päckchen zu bringen, gründlicher als versprochen. Sie wirft es nicht einfach in Paines Postkasten, sondern legt trotz des tiefen Schnees den Weg bis zu Paines Hütte zurück und klopft dort an. Obwohl Paine so zurückgezogen lebt, zeigt er keine Überraschung. Er bittet das Mädchen herein, zeigt ihm die gesamte Einrichtung seiner Hütte samt seinem Eiskeller und beeindruckt es mit seiner scheinbar autarken Lebensweise.
Mit Steingräber trifft Sylvia auf der angekündigten Ahornsirupparty wieder zusammen. Er bittet sie in einer Tanzpause, mit ihm ein wenig den Saal zu verlassen, und führt sie in die Heimstatt eines italienischstämmigen Bäckers, mit dem er befreundet ist, ein. Sylvia ist begeistert von den Menschen, die sie dort trifft, aber auch von den kulinarischen Angeboten, und schließt umgehend mit dem Italiener einen Vertrag über die Lieferung von Ziegenmilch, aus der er Käse herstellen möchte. Neben einigen Enten besitzt das junge Mädchen nämlich auch zwei Ziegen, die es von seinem Großvater geschenkt bekommen hat.
Steingräber erzählt Sylvia bei dieser Gelegenheit von seinen Schicksalen. Im Gegenzug berichtet Sylvia von ihrer Vergangenheit, die sie sonst nach Möglichkeit nicht thematisiert: Im Alter von fünf Jahren hat sie ihren Vater, Old Mans einzigen Sohn, verloren – er hat sich das Leben genommen. Das wurde dem Kind zwei Jahre lang verheimlicht; man hat dem Mädchen immer nur erzählt, der Vater sei im Ausland. Nach Ablauf dieser zwei Jahre aber wollte ihre reiche Mutter sich erneut verheiraten, weshalb ihrer Tochter nun vorgespiegelt wurde, der Vater sei im Ausland gestorben. Die Mutter verließ dann das Kind, das seit dieser Zeit beim Großvater lebte.
Thomas Steingräber ist erschüttert, als er von diesem Schicksal hört, gleichzeitig fühlt er aber eine Gemeinsamkeit mit Sylvia und versucht sich dieser intensiver anzunähern als bisher. Diese aber wehrt erschreckt ab und lässt ihn schwören, dass sie immer nur Freunde und nichts weiter sein sollen. Für den Augenblick lässt sich Steingräber auch zu diesem Schwur überreden.
Wenig später aber kommt es zu einer Krise. Man erfährt, dass Oliver Paine sich bei einem Unfall mit seinem Holzschlitten ein Bein gebrochen hat. Er wurde zwar von den Holzfällern gerettet und danach auch ärztlich versorgt, hat sich aber geweigert, in ein Krankenhaus zu gehen, und befindet sich jetzt allein in seiner Hütte. Sylvia möchte ihm einige Nahrungsmittel bringen und sucht ihn in Begleitung Steingräbers in der Hütte auf. Das Gespräch dreht sich zunächst unter anderem um die Möglichkeit, sich in die Natur zurückzuziehen und von den Behörden und anderen Einrichtungen nicht aufgespürt zu werden. Das ist für Steingräber nicht uninteressant, ist doch kürzlich erst ein eingeschriebener Brief für ihn angekommen, der den Stempel des Detektivbüros trug, das sein Vater mit der Suche nach dem verlorenen Sohn beauftragt hatte. Es stellt sich auch heraus, dass Sylvia die verborgenen Plätze, auf die Paine anspielt, und die alten Indianerpfade großenteils kennt, während Steingräber sich noch fremd im Land fühlen muss.
Schließlich kommt es zu einem Streitgespräch zwischen den beiden Männern. Steingräber bietet Paine an, ihm hin und wieder einige Zeitungen, die im Holzfällerlager schon gelesen wurden, zu bringen, Paine lehnt ab: Er lese niemals die Nachrichten über das Weltgeschehen, er wisse und kenne das alles schon. Dies verblüfft den Gewerkschafter. Als Paine erklärt, bekämpfen müsse man immer das Böse bzw. die Bösen und diese seien auch ohne Zeitung zu erkennen, fühlt er sich offenbar provoziert und beschimpft Paine. Er wirft ihm vor, sich in seiner Zurückgezogenheit im Wald nicht genügend zu engagieren. Schließlich verlässt er zornentbrannt die Hütte, während Sylvia bei dem Einsiedler bleibt.
Zuckmayer erläuterte seine Konzeption des Romans in einem Brief mit folgenden Sätzen: „Es sind zwei Grundthemen und eine hineingeflochtene Melodie. Die Themen sind: ein Melusinenthema – die Beseelung einer Elfe, Nymphe, die Mensch wird – und ein Armer-Heinrich-Thema – die Erlösung eines Unglückseligen durch eine Jungfrau. Die Melodie: die Geschichte einer süßen einfachen Liebe.“

## Entstehungs- und Publikationsgeschichte
Carl Zuckmayer betrieb in den Kriegsjahren ab 1941 zusammen mit seiner Frau Alice eine kleine Farm in Vermont. Während er in seiner Autobiographie Als wär's ein Stück von mir betonte, er habe in diesen Jahren vor allem mit der Milchwirtschaft mit seinen Ziegen zu tun und kaum jemals Zeit zum Schreiben gehabt, liest man in den Erinnerungen Die Farm in den grünen Bergen, die seine Frau verfasste, dass außerdem recht intensiv Geflügel gezüchtet wurde und dass das Ehepaar sich durchaus auch die Zeit zu geistiger Beschäftigung nehmen konnte – Alice Herdan-Zuckmayer hatte zeitweise ein Arbeitszimmer in der nächstgelegenen Universitätsbibliothek im Dartmouth College zur Verfügung. Auch Carl Zuckmayer schrieb in diesen Jahren mehr als das Drama Des Teufels General, das er in seiner Autobiographie erwähnt. In seinem Vermonter Roman schlagen sich Eindrücke und Erlebnisse aus seiner Zeit als Farmer zum Teil recht unmittelbar nieder. Der Roman, damals noch ohne Titel, wurde in der Zeit vom 21. März 1942 bis Sommer 1943 geschrieben. Danach blieb das Typoskript wahrscheinlich in dem Zustand, in dem es überliefert ist, liegen. In einem Brief an Gottfried Bermann Fischer vom November 1942 berichtete Zuckmayer von seiner Arbeit an dem Roman. Er meinte, das Werk sei nun zu etwa zwei Dritteln vollendet und könne „zum Verrücktwerden schön“ werden. Vermutlich sei es in einigen Wochen vollends fertigzuschreiben.
Über seine Eingebung, mit dem Roman zu beginnen, äußerte sich Zuckmayer auch in einem Brief vom 24. Juni 1942 an Franz Horch: „Ich wußte immer, daß meine Entwicklung aus einem exilierten und dadurch unsicher gewordenen Autor mehr ein biologischer als ein intellektueller Prozeß sein wird [...] ich werde dann durchdringen, wenn ich nicht aus einer Überlegung heraus für ›Amerika‹ schreibe, sondern wenn das, was ich schreibe, hier empfangen und geboren ist. Dieser Roman ist der Anfang.“
1946 sprach Zuckmayer in einem Brief an Annemarie Seidel die Hoffnung aus, der Roman werde vielleicht in absehbarer Zeit fertig werden. Die Arbeit blieb aber offensichtlich liegen. Das Typoskript kam später als Nachlass Zuckmayers ins Deutsche Literaturarchiv in Marbach am Neckar und blieb unveröffentlicht, bis die durch die Erben gesetzte Sperrfrist abgelaufen war. Danach wurde es, von Anglizismen gereinigt, veröffentlicht. Verwendet wurde dafür ein Titel, den Zuckmayer nicht selbst gewählt hatte.
Valerie Popp nimmt an, dass Zuckmayer mit dem Vermonter Roman einen Durchbruch auf dem amerikanischen Buchmarkt erreichen wollte, aber nicht nur an seiner geringen Bekanntheit in den USA scheiterte, sondern dieses Vorhaben nach Kriegsende auch nicht mehr weiter verfolgte: „[...] und so wurde Zuckmayer zu einem der wenigen gefeierten deutschsprachigen Remigranten. Durch den exorbitanten Erfolg seines Bühnenstücks Des Teufels General (1946), das Zuckmayer nicht nur berühmt, sondern auch wohlhabend machte, rückten Amerika und der amerikanische Buchmarkt für Zuckmayer in weite Ferne, zumal er trotz seiner positiven Einstellung zu den USA und insbesondere zu Vermont auch während der Zeit des Exils stets an seiner tiefen Bindung an Deutschland und Europa festgehalten hatte.“

## Rezeption
Das Romanfragment erlebte seit seiner Erstpublikation 1996 mehrere Auflagen. Valerie Popp widmete dem Werk eine mehrseitige Abhandlung in ihrem Werk „Aber hier war alles anders...“ – Amerikabilder der deutschsprachigen Exilliteratur nach 1939 in den USA. Unter anderem betonte sie, dass es sich bei dem Roman um eine „Liebeserklärung an Vermont“ und an die Pionierzeit handele, die Zuckmayer sicher nicht zuletzt unter dem Eindruck des Unterschiedes zwischen der relativen Geborgenheit in der Gemeinschaft der Farmer im ländlichen Vermont und den Zuständen in Europa oder auch in anderen Teilen der USA verfasste. Vermont werde hier sozusagen als „Europa Amerikas“ dargestellt, in dem der lieblose Geschäftssinn der Menschen immerhin nicht ganz so stark ausgeprägt sei wie an der Westküste mit seiner Filmindustrie, in der Zuckmayer ja selbst traumatisierende Erfahrungen machte. Überhaupt stellt Popp den Umgang Zuckmayers mit dem Kontrast zwischen Land- und Stadtleben, vor allem aber den zwischen Europa und den USA stark in den Vordergrund der Betrachtung. Als auffallend und ungewöhnlich wird etwa die Verwendung von „Metastereotypen“ bezeichnet – europäische Klischeevorstellungen von Amerikanern, die diesen selbst durchaus bewusst seien, weshalb auch Bill Buglebee sein Spielchen mit der Verwechslung von „Austria“ und „Australia“ treibe und den Europäer Steingräber schließlich dieses Klischeedenkens überführe. Andererseits bediene sich Zuckmayer selbst sehr stark traditioneller Vorstellungen, etwa bei der Schilderung des Freiheitsgedankens in den USA. Popp sieht hier Bezüge zum Amerikabild historischer Romane und insbesondere auch Johannes Urzidils.

## Textausgabe
- Carl Zuckmayer: Vermonter Roman. S. Fischer Verlag, Frankfurt am Main 1996, ISBN 3-10-096552-3.